# Nicolae Dobrin
Pour les articles homonymes, voir Dobrin.
Nicolae Dobrin, né le 26 août 1947 à Pitești, mort le 26 octobre 2007 à Pitești, également connu sous les surnoms de Prince de Trivale ou encore Gâscanul (le jars en roumain), était un joueur international roumain et un entraîneur de football. L'histoire retiendra de lui comme l'un des plus grands footballeurs roumains, un technicien remarquable, roi du dribble, des feintes et des passes, et un maître dans l'exécution de coups francs. Il a été élu trois fois meilleur joueur de la Roumanie, en 1966, 1967 et 1971. 

## Biographie

### Début
Il fait ses débuts en première division à l'âge de 14 ans et 10 mois à Dinamo Pitești contre l'équipe de Știința Cluj-Napoca, montrant de grandes compétences techniques et tactiques. Cette apparition ce jour-là fait de lui le plus jeune joueur de l'histoire de la première division roumaine.

### Championnat national roumain
Il a joué presque toute sa carrière pour FC Argeș Pitești, avec qui il a remporté deux titres de champion national en 1972 et 1979. Il a contribué à remporter le titre 1979, notamment en marquant le but gagnant en prolongation face au Dinamo Bucarest. 
Pendant une seule année, 1981-1982, il a évolué dans une autre équipe, le CS Târgoviște, bien qu'il ait reçu d'autres offres  de grandes équipes comme le Fotbal Club Universitatea Craiova et le Dinamo Bucarest. Il a participé à 409 matches de la première division nationale, marquant 111 buts. Son dernier match disputé a été FC Argeș Pitești - Fotbal Club Bihor Oradea, qu'il a remporté 2-0, le 14 juin 1983.

### Équipe nationale

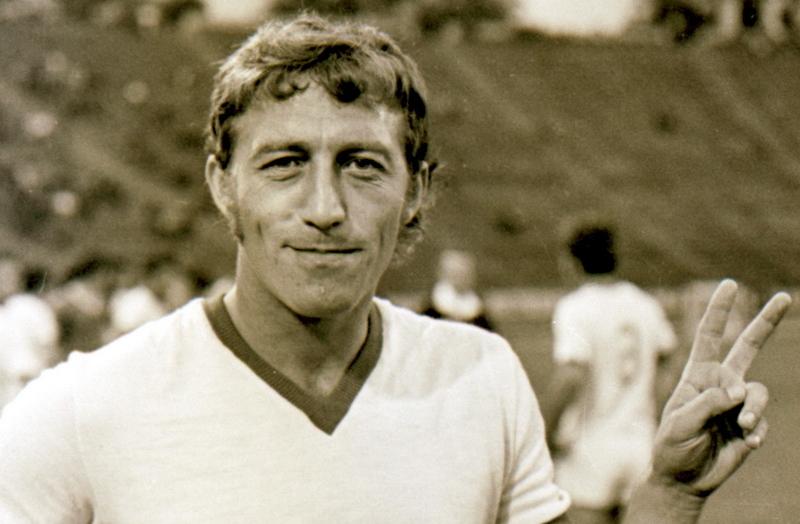
Dobrin en 1973

Il débute en équipe nationale à l'âge de 19 ans, le 1er juin 1966, une rencontre contre l'Allemagne qui se termine par une défaite de la Roumanie 1-0. 
Il a porté le maillot nationale roumaine 48 fois, marquant six fois pour elle. Son dernier match en équipe nationale a été celui contre la RDA tenue le 2 avril 1980. 
Il qualifie la Roumanie pour le tournoi final de la Coupe du monde de football de 1970 au Mexique en inscrivant le 12 octobre 1969, à Bucarest, le but de la victoire face à l’équipe du Portugal (1 à 0). Cependant bien que présent à Guadalajara, il n'a pas joué une seule minute lors des trois matchs de poule, en raison d'un conflit avec l'entraîneur Angelo Niculescu.
Il participe au Championnat d'Europe de football 1972 en Belgique, mais ne sera pas appelé pour la Coupe du monde de football de 1978 en Argentine.
Dans le livre de Marius Popescu Fotbalul e viata mea. Cazul Dobrin des éditions Junimea, publié en 1979, on peut lire l’énorme déception de Nicolae Dobrin, illustrée en quelques mots : « Dans ma vie j’aurais dû jouer deux tournois finaux ! Au Mexique et ici (en Argentine, 1978), dans un mois ! Et j’ai raté les deux. Je n’aurais plus jamais de telles opportunités… »
Marius Popescu lui demanda : « À qui la faute, Gicule ? ». Dobrin répondit ceci :« À qui ? Au destin. Aux gens. Si je faisais partie de l’équipe de Dinamo ou de celle de Steaua, je suis certain que j’aurais joué lors de ces deux tournois finaux… Et ça aurait été beaucoup mieux pour tout le monde… Mais ainsi, tous furent perdants dans cette affaire, et à moi, tout ce qu’il me reste c’est le billet d’avion Bucarest-Guadalajara aller-retour… »

### Carrière d'entraîneur

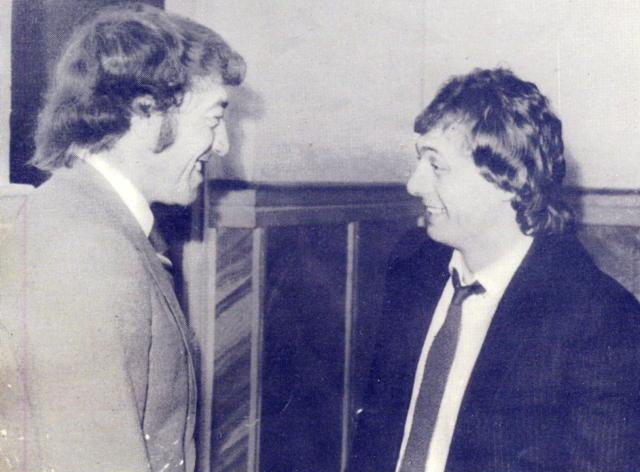
Nicolae Dobrin (à gauche) et Ilie Balaci

Il devient entraîneur au FC Argeș Pitești dans les années 1980, où il forme des jeunes comme les dorénavant célèbres Adrian Mutu, Nicolae Dică, Adrian Neaga et Dănuț Coman, qui savent combien leur talent doivent au sien.

## La politique se mêle au football
Il est également connu pour avoir raté un transfert au Real Madrid. 
Il avait tapé dans l’œil de Santiago Bernabéu, le président du Real Madrid, lors de la défaite (2-1) des Madrilènes en Roumanie à l’aller du 2e tour en Ligue des champions, en marquant un but. Santiago Bernabéu était disposé à offrir deux millions de dollars de transfert, une grande somme pour cette époque, pour l'acquérir. Bien que Bernabeu a eu des entretiens avec Nicolae Ceaușescu, il n'a pas réussi à le convaincre parce que, selon la propagande officielle, Nicolae Dobrin était considéré comme un «bien national» et ne pouvait être «aliéné». Nicolae Dobrin a dit qu'il était le plus grand regret de sa vie.

## Ses funérailles
Le 26 octobre 2007 à 7h20 à l’hôpital de Pitești, il succombe des suites d'un cancer des poumons à l’âge de 60 ans.

Son corps a été déposé dans les locaux officiels du stade de Pitesti renommé, en 2003, stade Nicolae Dobrin. Lors de ses funérailles, le 29 octobre 2007, furent présentes plus de 5 000 personnes, dont Nicolae Dică, Adrian Neaga du FC Steaua Bucarest et Dănuț Coman du Rapid Bucarest qui ont tous été entraînés par lui dans leur jeunesse.
Le maire de Pitești, Tudor Pendiuc, a demandé au gouvernement roumain, et au président Traian Băsescu, de déclarer le 29 octobre 2007 « journée de deuil national ».
Nicolae Dobrin a, reçu post mortem, l'Ordre national du « Service loyal », avec le grade de chevalier, pour toute sa carrière de footballeur.

## Divers
La Țuică de Pitești est surnommée « les yeux de Dobrin » en son hommage car ses yeux tristes rappelaient la forme des prunes mais aussi, et surtout, car il en buvait plus que de raison...

## Palmarès

### FC Argeș Pitești
- Champion de Roumanie en 1972 et 1979
- Vice-Champion de Roumanie en 1968 et 1978
- Finaliste de la Coupe de Roumanie en 1965